# Адриан и Наталия
Вижте пояснителната страница за други значения на Адриан.
Свети Адриан (известен още като Адриян или Адриан Никомидийски) и жена му Наталия са съпружеска двойка християнски светци, съвременници на Римската тетрархия. Отначало Адриан е е езичник, а Наталия е тайна християнка. Впоследствие и Адриан приема християнство и е убит за това в град Никомедия, Мала Азия, в хода на Диоклециановите гонения (4 март 306 г.), а Наталия умира по-късно във Византион.
Свети Адриан  в продължение на много векове е на второ място (след Свети Георги) по почит, като военен светец в Северна Европа - във Фландрия, Германия и Северна Франция. Обикновено той е представен въоръжен, с наковалня в ръцете или при краката му. В Римската католическа църква се почита сам, без жена си, на 8 септември. Има самостоятелен празник в деня на смъртта си и у православните християни (но в Коптската църква - заедно с другарите си по мъченичество - на съответстващата на 8 септември по Григорианския календар дата 3 неси), но освен това е почитан и в общ със съпругата му празник - на 26 август по Новоюланския календар, а от придържащите се към Юлианския календар за богослужебни цели двамата се честват на 8 септември по Григорианския календар.

## Житие
Адриан и Наталия, изглежда женени отскоро и много влюбени, живеят в Никомедия в началото на IV век. Адриан е висш императорски гвардеец на римския император Галерий Максимиан и е описван в агиографията, като негов приближен. На 28 годишна възраст той става глава на преторията. Като такъв участва в преследванията над християните и веднъж, докато председателства изтезанията на неколцина заловени, той е впечатлен от твърдостта им и ги пита каква награда очакват да получат от Бога. Отговарят му с цитат от Новия завет: „Око не е виждало, ухо не е чувало и човеку на ум не е идвало това, що Бог е приготвил за ония, които Го обичат“ (1 Кор. 2:9). Адриан реагира, като се обявява за техен съмишленик и настоява да впишат и неговото име заедно с техните, към тези на осъдените на смърт, казвайки: „Запишете и моето име сред тези светци, понеже и аз съм християнин и заедно с тях ще умра за Христа!“ Веднага го арестуват, но впоследствие императорът се опитва да го вразуми и да го измъкне от затвора. Посетен е веднъж или няколко пъти и от жена си, която го насърчава да не се поддава на увещания и изтезания, в очакване на блажен задгробен живот. Той не се отрича от новата си вяра и е екзекутиран с останалите, а труповете им са изпратени във Византион. Там отива и Наталия, на която Адриан се явява насън и й възвестява близката й смърт. Тя настъпва безболезнено и тихо, в близост до гроба му.